# Pherallodiscus
Pherallodiscus is een geslacht van straalvinnige vissen uit de familie van schildvissen (Gobiesocidae).

## Soorten
- Pherallodiscus funebris (Gilbert, 1890)
- Pherallodiscus varius Briggs, 1955